# Rhapis robusta
Rhapis robusta är en enhjärtbladig växtart som beskrevs av Karl Ewald Maximilian Burret. Rhapis robusta ingår i släktet Rhapis och familjen Arecaceae. Inga underarter finns listade i Catalogue of Life.